# 许志方
许志方（1925年10月—2020年11月12日），男，浙江诸暨人，中国农田水利学家、水利工程经济学家、教育家，曾任武汉水利电力学院院长、教授。